# Pakistan na Letnich Igrzyskach Olimpijskich 2004
Pakistan na Letnich Igrzyskach Olimpijskich 2004 reprezentowało 26 zawodników: 24 mężczyzn, 2 kobiety. Był to 14 start reprezentacji  Pakistanu na letnich igrzyskach olimpijskich.

## Skład kadry

### Boks
Mężczyźni
- Mehrullah Lassi – waga kogucia (do 54 kg) – 9. miejsce,
- Sohail Ahmed – waga piórkowa (do 57 kg) – 17. miejsce,
- Syed Asghar Ali Shah – waga lekka (do 60 kg) – 9. miejsce,
- Faisal Karim – waga lekkopółśrednia (do 64 kg) – 17. miejsce
- Ahmed Ali Khan – waga średnia (do 75 kg) – 9. miejsce

### Hokej na trawie
- Ahmed Alam, Kashif Jawwad, Muhammad Nadeem, Ghazanfar Ali, Adnan Maqsood, Waseem Ahmad, Dilawar Hussain, Rehan Butt, Sohail Abbas, Ali Raza, Shabbir Muhammad, Salman Akbar, Zeeshan Ashraf, Mudassar Ali Khan, Shakeel Abbasi, Tariq Aziz – turniej mężczyzn – 5. miejsce

### Lekkoatletyka
Mężczyźni
- Muhammad Sajid Ahmad – bieg na 400 m – odpadł w eliminacjach,

Kobiety
- Sumaira Zahoor – bieg na 1500 m – odpadła w eliminacjach

### Pływanie
Mężczyźni
- Mumatz Ahmed – 100 m stylem dowolnym – 68. miejsce

Kobiety
- Rubab Raza – 50 m stylem dowolnym – 59. miejsce

### Strzelectwo
Mężczyźni
- Khurram Inam – skeet – 37. miejsce